# Nemesnádudvar
Nemesnádudvar là một thị trấn thuộc hạt Bács-Kiskun, Hungary. Thị trấn này có diện tích 58,78 km², dân số năm 2010 là 1879 người, mật độ 32 người/km².